# Letohrad
Letohrad (in tedesco Geiersberg) è una città della Repubblica Ceca facente parte del distretto di Ústí nad Orlicí, nella regione di Pardubice.